# Jaír Cuero Muñoz
Jaír Alexis Cuero Muñoz (ur. 2 kwietnia 1993) – kolumbijski zapaśnik w stylu klasycznym. Olimpijczyk z Paryża 2024, gdzie zajął piętnaste miejsce w kategorii do 77 kg. 

## Życiorys
Zajął czternaste miejsce na mistrzostwach świata w 2014. Trzeci na igrzyskach panamerykańskich w 2019, piąty w 2015 i siódmy w 2023. Zdobył osiem medali mistrzostw panamerykańskich w latach 2013 - 2024. Wygrał igrzyska Ameryki Południowej w 2018 i 2022. Wicemistrz igrzysk Ameryki Środkowej i Karaibów w 2014; trzeci w 2018 i 2023. Triumfator mistrzostw Ameryki Południowej w 2013, 2014 i 2016. Trzeci na igrzyskach boliwaryjskich w 2013 i 2017 roku. Absolwent Industrial University of Santander.
Jego brat Úber Cuero Muñoz i siostra Aidé Cuero Muñoz są również zapaśnikami.